# Héctor Parra
Héctor Ovidio Parra Cancino, mais conhecido como Héctor Parra (Chillán, 10 de agosto de 1891 - 14 de dezembro de 1968), foi um futebolista - que atuava como zagueiro - e treinador chileno.
Héctor foi o primeiro futebolista chileno - e o segundo estrangeiro, atrás apenas do inglês Lawrence Selton Andrews - a defender as cores o Flamengo. Ele disputou 11 partidas pelo Rubro-Negro, sendo quatro partidas oficiais e sete amistosos.
Em 1911, jogou uma partida pelo Selecionado de Santiago contra o Selecionado de Valparaíso.
Em 1913, defendeu a seleção chilena numa excursão feita ao Brasil.

## Carreira
Sua história como futebolista é contada no livro "La Roja De Todos (Selección Chilena de Fútbol 1910-1985)".
De acordo com a publicação, Héctor começou a jogar futebol em 1906 na Escola Industrial de Chillán. Em 1907 ele passou a jogar no time de futebol da Escola de Artes e Ofícios. No ano seguinte, 1908, passou a defender o Gimnástico Arturo Prat, onde conseguiu maior destaque. 
Em 1913, na segunda excursão do seleção Chilena ao exterior, numa viagem ao Rio de Janeiro, Parra era o capitão da equipe que entre setembro e outubro de 1913 foi derrotada duas vezes por Combinados da Escola de Guerra e Marinha, e obteve uma vitória por 3 x 2 sobre o América, que viria a se sagrar Campeão Carioca de 1913. Depois o time do capitão Parra seguiu para São Paulo, onde jogou três partidas, vencendo duas e empatando uma contra Combinados Paulistas.
Foi nesta excursão que ele chamou a atenção do América-RJ, que o contratou. Pelo clube, disputou o Campeonato Carioca de 1914.
No ano seguinte foi contratado pelo Flamengo, fazendo parte da equipe que foi Campeão Carioca de 1915.

### Como Treinador
Hector foi o treinador da Seleção Chilena que disputou o Campeonato Sul-Americano de 1919.

## Conquistas
- Campeonato Carioca: 1915[1]